# 高人鑑
高人鑑（1797年—？），原名高德鎔，又名仁鑒，號螺舟、螺州、瀛湖。清朝政治人物、書法家，进士出身。

## 生平
高人鑑是浙江仁和縣（今屬杭州市）人。道光十二年（1832年）中進士第二甲。1838年，以琉球冊封副使身份，隨正使林鴻年出使琉球，冊封尚育為琉球國中山王。林鴻年、高人鑑與尚育王遊於龍潭，分別書「源遠流長」、「飛泉漱玉」獻給國王。後來被刻在石碑上，豎立在瑞泉門旁。
根據《清稗類鈔》的記載，他在琉球天使館外的一間屋子裡，看見一口暫厝於屋中的棺材，得知是一位客死琉球多年的冊封使團參將的靈柩，詢問為何不將其帶回國安葬，得到「海船忌載柩」的答覆。高人鑑不顧忌諱，堅持將靈柩帶上自己所坐的封舟運回國。歸途中風暴大作，船員請求將靈柩投棄於海。高人鑑設祭祝告，讓船員將自己隨同靈柩一同拋入海中。眾驚而勸阻，相持之間，風波乃平。
歸國後，道光二十一年（1841）任广东学政。又任衡州知府。任內，耒陽的楊大鵬因為漕務，糾集數千人叛亂。高人鑑乘其部署未定發起突襲，斬殺數十人，平定了叛亂。他也是湘軍名將彭玉麟的老師，他收彭為生員。在衡州建有“螺园”，建成不久即卒，龍汝霖作文《别螺园引》、《螺园饯集记》（载龍汝霖《 堅白齋集》）。